# Юсуфов, Раюдин Айдакадиевич
Юсуфов Раюдин Айдакадиевич (09.05.1967, с. Юхари-Ярак, Хивский район, Дагестанская АССР, РСФСР, СССР) — российский государственный деятель, министр экономики и территориального развития Республики Дагестан с 2013 по 2018 гг., заместитель Председателя Правительства Республики Дагестан с 2014 по 2018 гг.

## Биография
В 1991 году служил в рядах Советской Армии, после неё окончил Московскую Государственную академию управления и начал трудовую деятельность специалистом 1 категории, затем занял должность главного специалиста и начальника отдела Госкомитета по занятости и труду Республики Дагестан.
- С 1993 по 2003 гг. — консультант, заместитель заведующего отдела экономики, заведующий отделом финансов Администрации Государственного Совета и Правительства РД.
- В 2003—2004 гг. — заместитель Руководителя Администрации Государственного Совета и Правительства РД;
- С 2004 по 2007 гг. — руководитель Аппарата Счетной Палаты РД;
- С 2007 по 2008 гг. — заместитель руководителя Аппарата Народного Собрания РД, заместитель Руководителя Администрации Президента и Правительства РД;
- С 2008 по 2009 гг. — руководитель Агентства по управлению государственной собственностью РД;
- С 2009 по 2010 гг. — министр по управлению государственной собственностью РД;
- С 2010 года — начальник Контрольно-финансового управления Президента РД.
- В феврале 2013 года назначен и. о. Министра экономики РД,
- в сентябре 2013 года — министром экономики и территориального развития РД,
- в декабре 2014 года — указом Главы РД от 19.12.2014 г. № 283 назначен заместителем Председателя Правительства Республики Дагестан.

### Награды
Заслуженный экономист Республики Дагестан.
Заслуженный экономист Российской Федерации.
Доктор экономических наук.

## Личная жизнь
Женат, воспитывает четверых детей.

## Следствие по уголовному делу
Обыски были проведены в рамках уголовного дела, возбужденного по статье УК РФ «Мошенничество». Расследуется факт хищения денежных средств, выделенных из бюджета Республики Дагестан для реализации социальных программ на территории региона. Уголовное дело, как отметили в СКР, расследуется главным управлением по расследованию особо важных дел Следственного комитета Российской Федерации.